# Forsbacka, Åmåls kommun

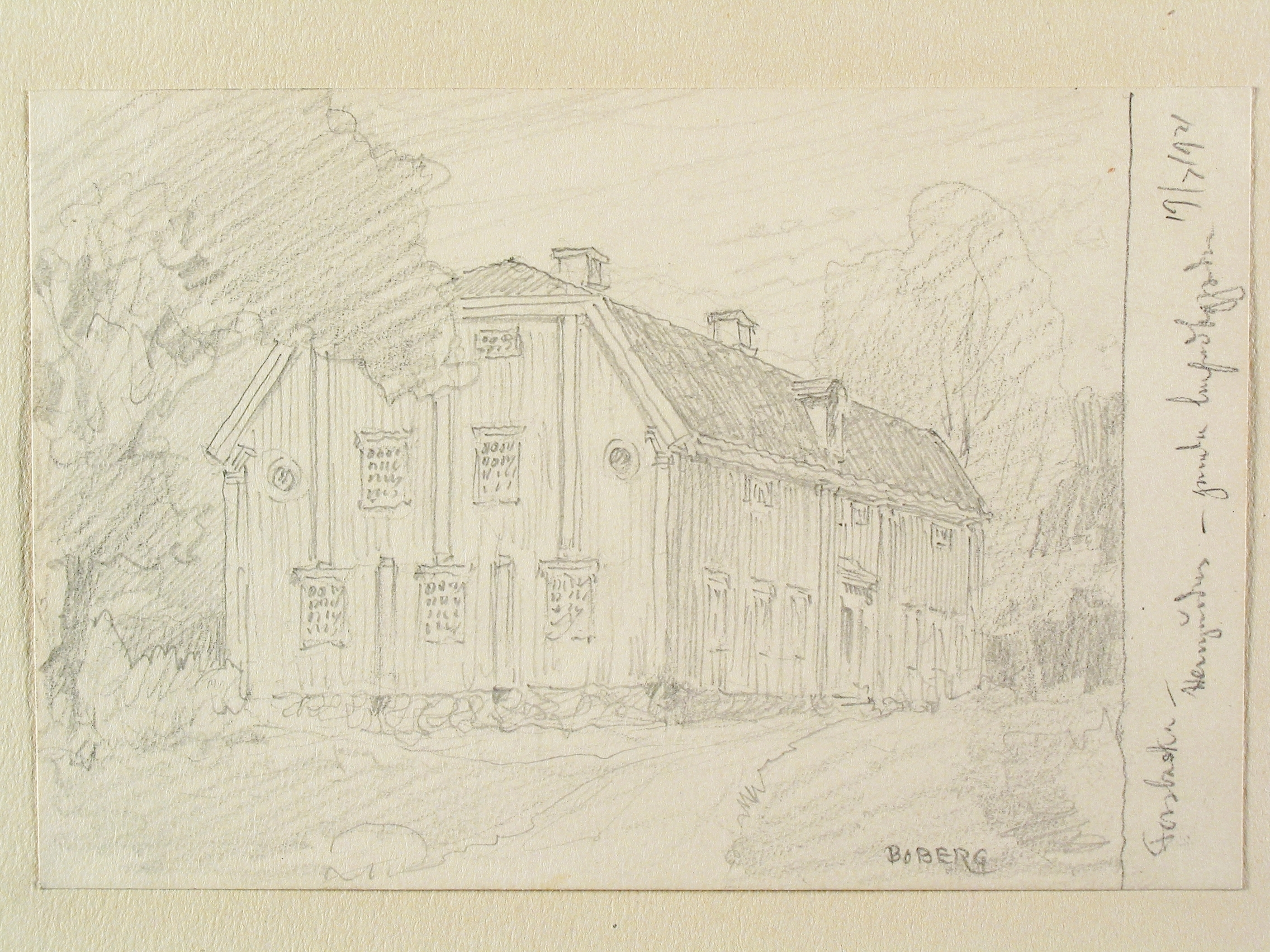
Herrgårdsflygel, tecknad av Ferdinand Boberg 1921.

Forsbacka är en bruksherrgård i Mo socken i Åmåls kommun i Dalsland. Forsbacka hette i äldre tid Backen och 1691 uppfördes en stångjärnshammare där. Forsbacka bruk fick sitt privilegium 1694 och ägdes av släkten Linroth fram till 1788. Under 1800-talets växte bruket och genomgick en kraftig utbyggnad. På 1870-talet gick bruket i konkurs och smidesverksamheten lades ner 1884. Under en kort period under slutet av 1800-talet drevs en trämassefabrik i Forsbacka. År 1924 köptes gården av Åmåls kommun och sedan 1969 drivs anläggningen som golfklubb och herrgårdsbyggnaderna brukas som lokaler för Forsbacka GK samt för hotellverksamhet. År 2000 köpte Forsbacka Golfklubb hela anläggningen, byggnader, mark och skog, av Åmåls Kommun. 
Herrgården består av två huvudbyggnader, en äldre från 1747 och en yngre från 1818. Den äldre mangårdsbyggnaden är byggd i 1 1/2 plan och det yngre i två hela plan. Båda är timrade och har klassicerande oljemålad panelarkitektur. Därtill finns en flygel från 1788, en visthusbod från 1791 och ett sädesmagasin i fyra våningar från 1775.